# 韋爾卡努塔山脈

韋爾卡努塔山脈是秘魯的山脈，位於庫斯科东南方，由庫斯科大區和普諾大區負責管轄，屬於安第斯山脈的一部分，該地區有469條河川，最高點海拔高度6,384米。
13°46′S 71°18′W / 13.767°S 71.300°W